# Commodore Cochran
Commodore Shelton Cochran, detto Com (Richton, 2 gennaio 1902 – San Francisco, 3 gennaio 1969), è stato un velocista statunitense, specializzato nei 400 metri piani.

## Biografia
Nel 1924 prese parte ai Giochi olimpici di Parigi come membro della staffetta 4×400 metri degli Stati Uniti insieme ad Alan Helffrich, Oliver MacDonald e William Stevenson andando a vincere la medaglia d'oro con il tempo di 3'16"0, nuovo record del mondo.
Dopo suo ritiro dalla carriera agonistica fu allenatore del fratello minore Roy Cochran, vincitore di due medaglie d'oro ai Giochi olimpici di Londra 1948.

## Palmarès
| Anno | Manifestazione  | Sede   | Evento                | Risultato | Prestazione | Note |
| ---- | --------------- | ------ | --------------------- | --------- | ----------- | ---- |
| 1924 | Giochi olimpici | Parigi | Staffetta 4×400 metri | Oro       | 3'16"0      |      |